# Nemesia congener
Nemesia congener är en spindelart som beskrevs av O. Pickard-Cambridge 1874. Nemesia congener ingår i släktet Nemesia och familjen Nemesiidae.
Artens utbredningsområde är Frankrike. Inga underarter finns listade i Catalogue of Life.